# Джураев, Узакбай
Узакбай Джураев (1883 год, Ферганская область, Туркестанское генерал-губернаторство, Российская империя — неизвестно, Узбекская ССР) — звеньевой колхоза «Янги-Гайрат» Шурчинского района Сурхан-Дарьинской области, Узбекская ССР. Герой Социалистического Труда (1947).

## Биография
Родился в 1883 году в крестьянской семье в одном из сельских населённых пунктов Ферганской области. Трудился в личном сельском хозяйстве. После начала коллективизации вступил в колхоз «Янги-Гайрат» Шурчинского района, где трудился рядовым колхозником, звеньевым хлопководческого звена. За выдающиеся трудовые достижения по итогам 1945 года был награждён Орденом Ленина и по итогам 1946 года — Орденом «Знак Почёта».
В 1946 году звено под его руководством собрало в среднем с каждого гектара по 119,6 центнера хлопка-сырца на участке площадью 5 гектаров. Указом Президиума Верховного Совета СССР от 19 марта 1947 года удостоен звания Героя Социалистического Труда за «получение высоких урожаев хлопка в 1946 году» с вручением ордена Ленина и золотой медали «Серп и Молот» (№ 269).
Дальнейшая судьба не известна.
Награды
- Герой Социалистического Труда
- Орден Ленина — дважды (23.01.1946; 1947)
- Орден «Знак Почёта» (06.02.1947)